# Melaleuca linariifolia

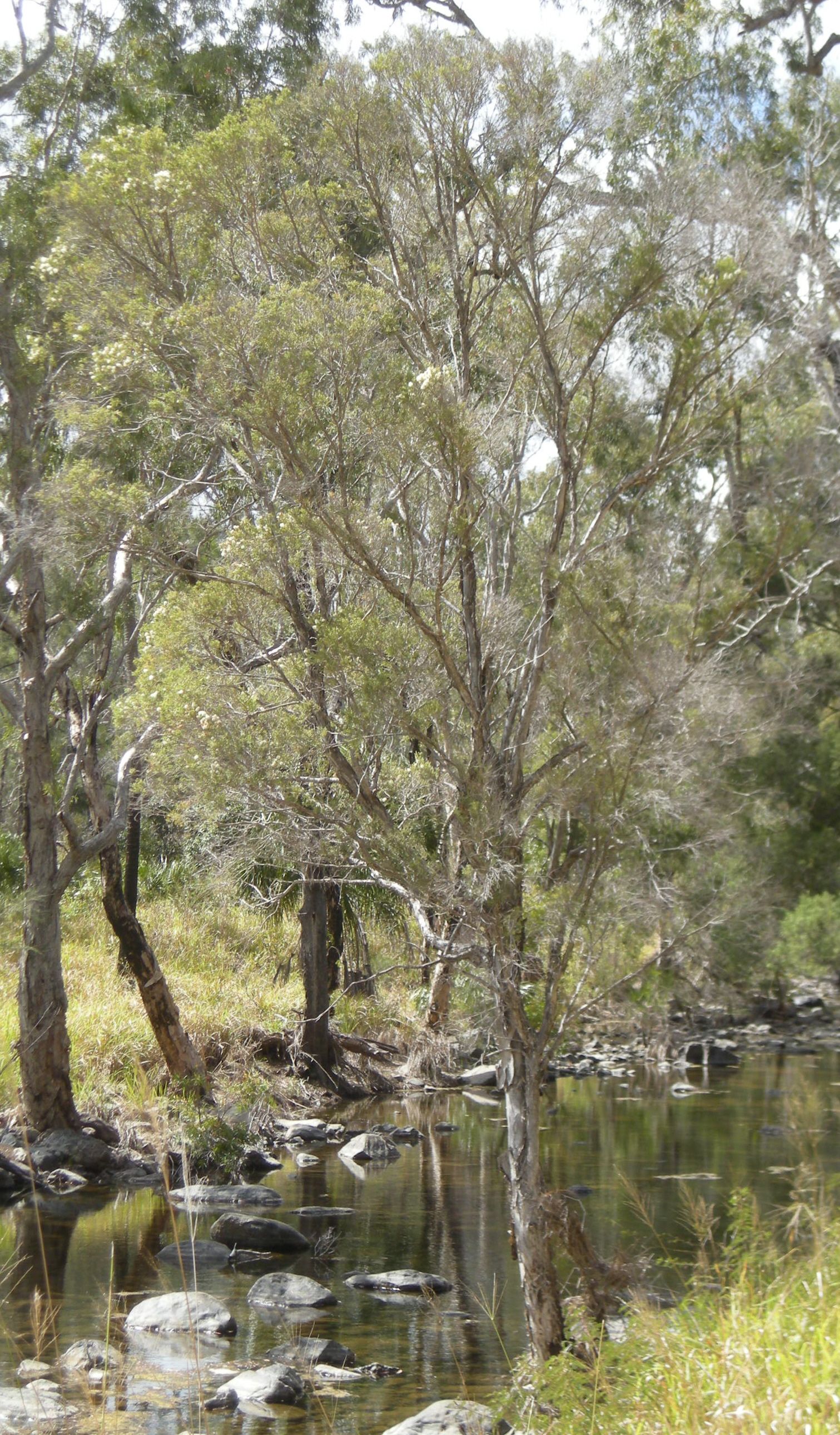
Árbol de M. linariifolia

Melaleuca linariifolia Sm., popularmente conocido como nieve en verano, es una planta nativa del este de Australia. Otros nombres incluyen: corteza de papel hojas de lino y el nombre aborigen "budjur". La taxonomía de  M. linariifolia está bajo revisión juntamente con otras especies, M. trichostachya Lindl.
M. linariifolia se encuentra naturalmente en vegetación de tipo brezal y bosques secos esclerófilos, usualmente crece cerca de cursos de agua, pantanos y terrenos húmedos.

## Descripción
Esta especie, es un árbol de 5-10 m, copa extendida de 3-6 m ancho y atractiva corteza de consistencia parecida al papel de color crema, presenta hojas parecidas a las del lino. Desde finales de la primavera y hasta principios o mediados de verano produce cortas espigas de flores blancas perfumadas en la punta de las ramas, la floración puede ser profusa, cubriendo el árbol de blanco y dándole su nombre común. En estado silvestre crece alrededor de los pantanos, pero se adapta a prácticamente a cualquier tipo de tierra. De las hojas se extrae un aceite esencial.
Tolera tanto condiciones secas como pantanosas y es resistente a las heladas.
Excelente para su uso como pantalla o cortina rompevientos. Atrae a una gran variedad de insectos y aves.

## Variedades
Tiene las siguientes variedades:
- Melaleuca linariifolia var. alternifolia Maiden & Betche 1905
- Melaleuca linariifolia var. trichostachya (Lindl.) Benth. 1867
- Melaleuca linariifolia var. typica Domin 1928[3]

## Taxonomía
Melaleuca linariifolia fue descrita por James Edward Smith y publicado en Transactions of the Linnean Society of London 3: 278. 1797.
Sinonimia
- Myrtoleucodendron linariifolium (Sm.) Kuntze, Revis. Gen. Pl. 1: 241 (1891).
- Metrosideros hyssopifolia Cav., Icon. 4: 20 (1797), nom. illeg.
- Melaleuca hyssopifolia (Cav.) Dum.Cours., Bot. Cult., ed. 2, 5: 375 (1811).
- Melaleuca stricta Dum.Cours., Bot. Cult., ed. 2, 5: 375 (1811), nom. inval.
- Ozandra hyssopifolia (Cav.) Raf., Autik. Bot.: 148 (1840).[5]